# Historiska apotek i Stockholm

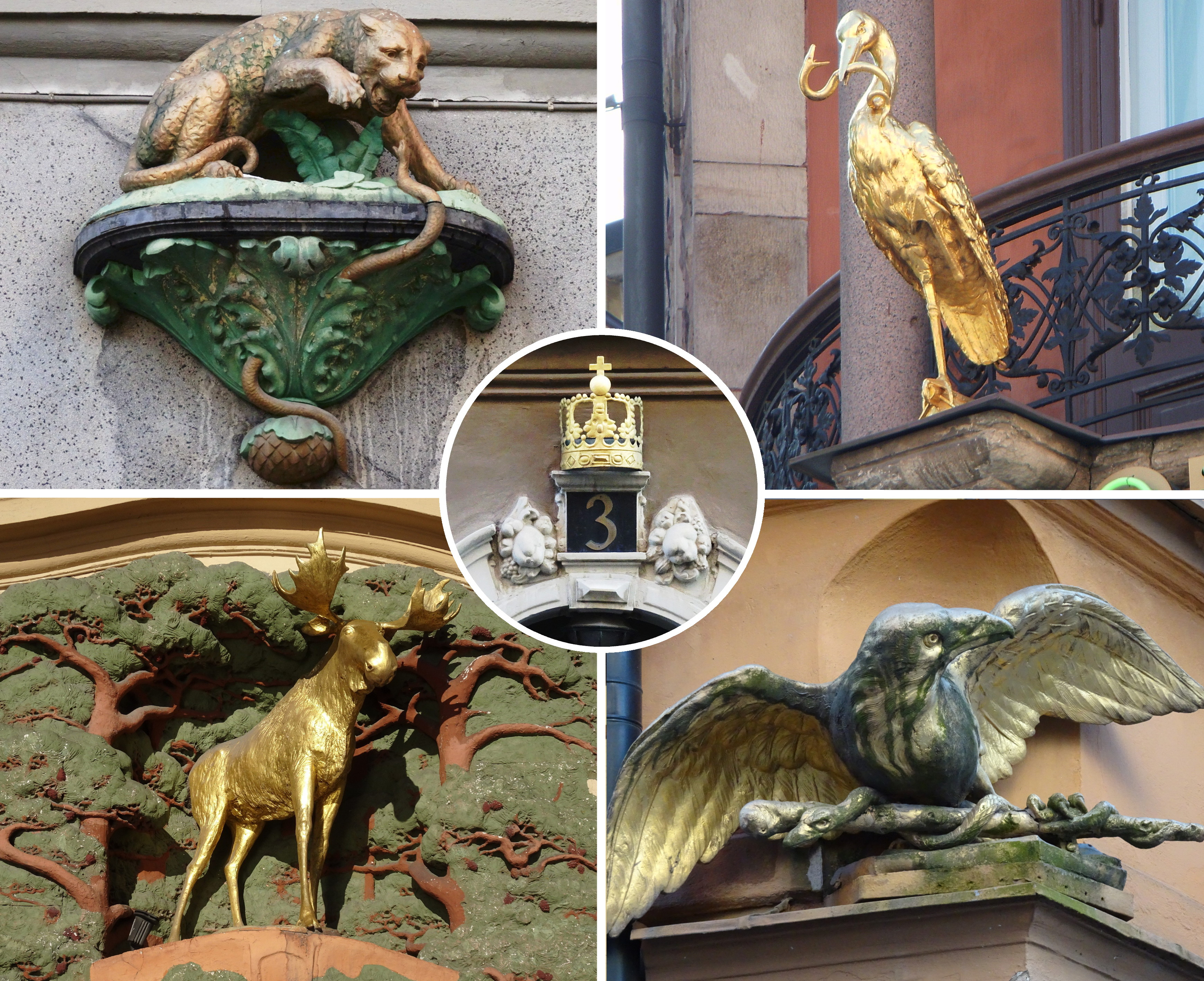
Äldre apoteksemblemer för Leoparden, Storken, Elgen, Korpen och Kronan.

Stockholms historiska apotek inrättades under en tidsperiod från 1500-talets andra hälft till 1900-talets första hälft. Stockholms första apotek för allmänheten öppnade i mars 1575, då apotekaren Anthonius Busenius började sälja medikamenter som kungahuset inte behövde. Under 1600-talet anlades nio apotek i Stockholm, de flesta i Gamla stan. På 1700-talet tillkom tre apotek och på 1800-talet ytterligare åtta.
Från 1900 till 1950 ökade antalet apotek i Stockholm från 20 till 56. Idag finns bara ett apotek kvar i Gamla stan: apoteket Korpen som går tillbaka till 1674 och då hette Örnen och låg några år på Södermalm. Apoteksmarknaden var hårt reglerad och myndigheterna föreskrev ofta apotekens geografiska läge, deras namn och vad de fick sälja. Det krävdes ett apoteksprivilegium för att kunna öppna ett apotek. Detta privilegiesystem existerade ända tills Apoteksbolaget inledde sin verksamhet 1971.
Bland Stockholms historiska apotek har idag bara apoteken Korpen, Ugglan och Storken kvar sin äldre officininredning. Ugglan är ett av Sveriges äldsta apotek med verksamhet i över 210 år på samma plats vid Drottninggatan 59. Storken är enligt Riksantikvarieämbetets bedömning det kulturhistoriskt mest värdefulla i landet.
I samband med avregleringen av apoteksverksamheten i Sverige år 2009 valdes fyra kulturhistoriskt särskilt intressanta apotek i landet att även fortsättningsvis förbli inom det av staten ägda Apoteksbolaget. Två av dem ligger i Stockholm: Korpen och Storken. 
Föremål från Sveriges äldsta apotek finns på Apotekarsocietetens museum som öppnade 1985 och är beläget på Wallingatan i Stockholm.

## Bakgrund

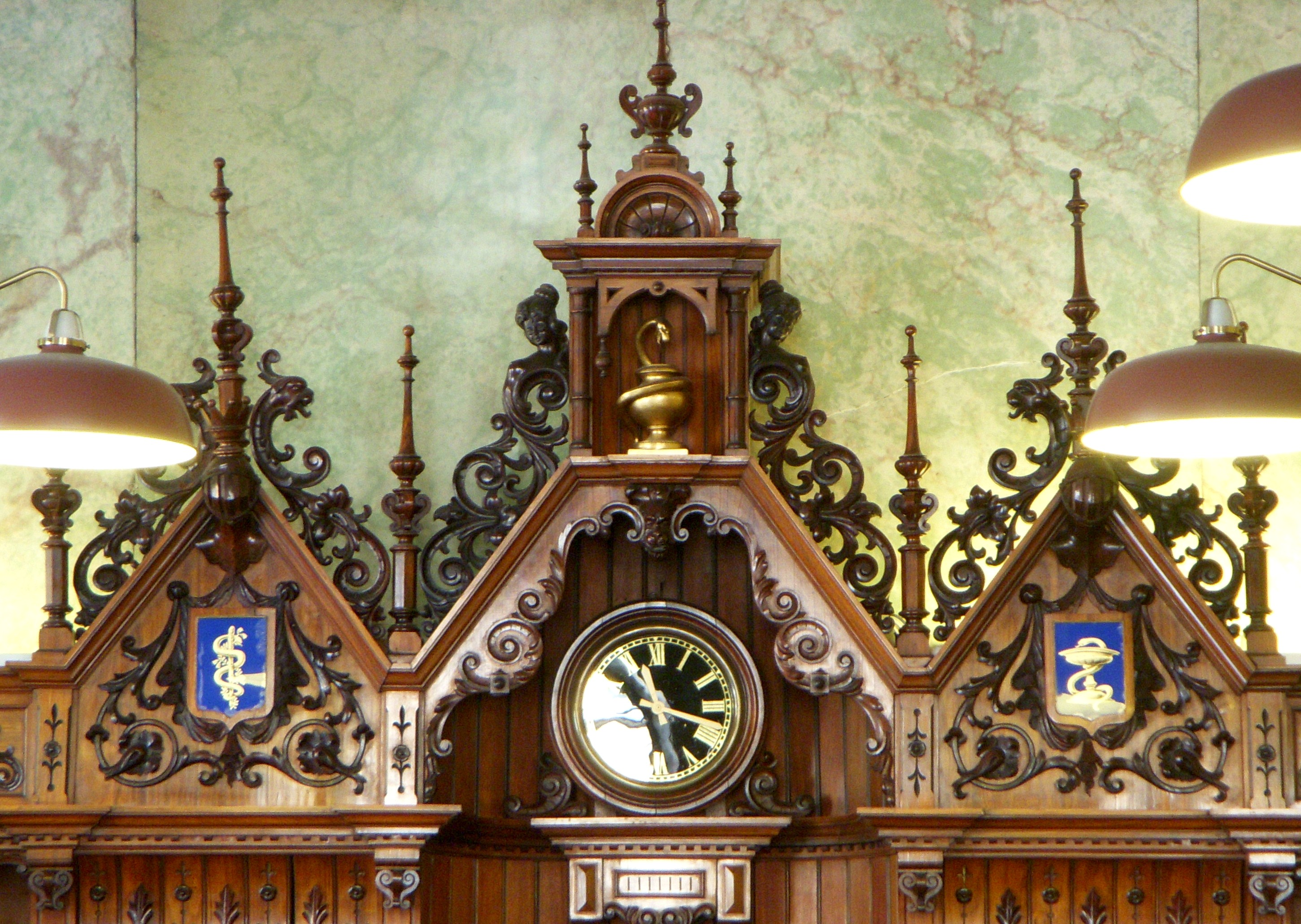
Storkens originalinredning från 1899.

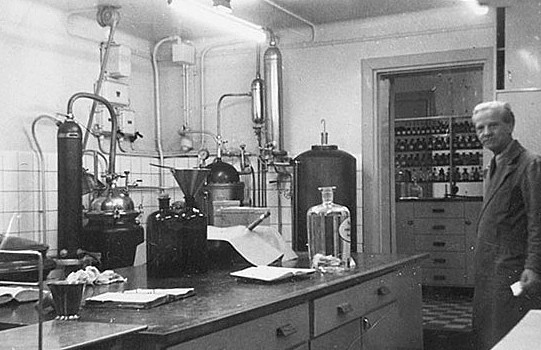
Labbet på apoteket Nordstjernan 1950.

På medeltiden var det munkar som hade kännedom om att vissa örter hade läkande effekt; de tillverkade medicinska preparat och var verksamma som läkare. Först på 1400-talet finns de första säkra uppgifterna om apoteksverksamhet i Sverige. Då etablerade sig apotekare i Stockholm, förmodligen var de av tyskt eller holländskt ursprung. Under Gustav Vasas belägring av Stockholm 1521, hämtade kungen utländska apotekare för att lindra den svåra nöden.
Stockholms äldre apotek kom till under en tid då ett apoteksprivilegium krävdes för att kunna öppna ett apotek. Privilegiet kunde vara personligt eller säljbart.
Marknaden var hårt reglerad. Till och med apotekens namn och apotekets geografiska läge föreskrevs av Medicinalstyrelsen. Så bestämdes till exempel för apoteket Hvita Björnen (inrättad 1692 på Ladugårdslandet), att apotekaren ”ej fick flytta detsamma in i staden”, alltså in till Stadsholmen. Samma anvisning gällde för apoteket Enhörningen (inrättat 1694 på Södermalm). Staden ansåg det viktigt, att varje ny stadsdel hade sitt eget permanenta apotek. En överetablering på det för apotekaren ekonomiskt attraktivare Stadsholmen skulle undvikas.
Även om inget av de ännu existerande historiska apoteken – med undantag för Apoteket Storken – ligger kvar på sin ursprungliga plats återfinns de flesta nära den adress där de en gång i tiden öppnade. Vita Björn har fortfarande sina lokaler på Östermalm och ligger sedan 1989 i Sturegallerian, medan Storken sedan det öppnade den 1 april 1898 har samma adress i hörnet Storgatan 28 och Styrmansgatan 24. Storken är enligt Riksantikvarieämbetets bedömning det kulturhistoriskt mest värdefulla i Sverige och med sin originalinredning från 1899 enligt Stockholms stadsmuseum det vackraste i Stockholm.
I mitten av 1950-talet blev det aktuellt att förstatliga de svenska apoteken, en fråga som hade diskuterats en länge tid. En anledning var en ny form av sjukförsäkring där två tredjedelar av alla läkemedelskostnader skulle betalas med skattemedel och staten önskade mer insyn. År 1963 tillsattes en utredning som resulterade i ”apotek för alla” och ett statligt aktiebolag kallat Apoteksbolaget (idag Apoteket AB) som bildades den 24 augusti 1970 och började sin verksamhet den 1 januari 1971. Apoteksbolaget fick monopol på detaljhandel med läkemedel. En av bolagets första uppgifter var att lösa in alla 620 privata apoteksenheter. Därmed var tiden förbi även för apotekaren som fristående egenföretagare som tillverkade läkemedel i eget laboratorium. Apoteksmonopolet kvarstod i knappt 40 år fram till 2009 då Apoteksbolaget fick konkurrens från nya, privata företag. De flesta av Stockholms kvarvarande historiska apotek har idag inte mer gemensamt med ursprungsapoteket än namnet och många drivs av privata aktörer.

## Läkemedel

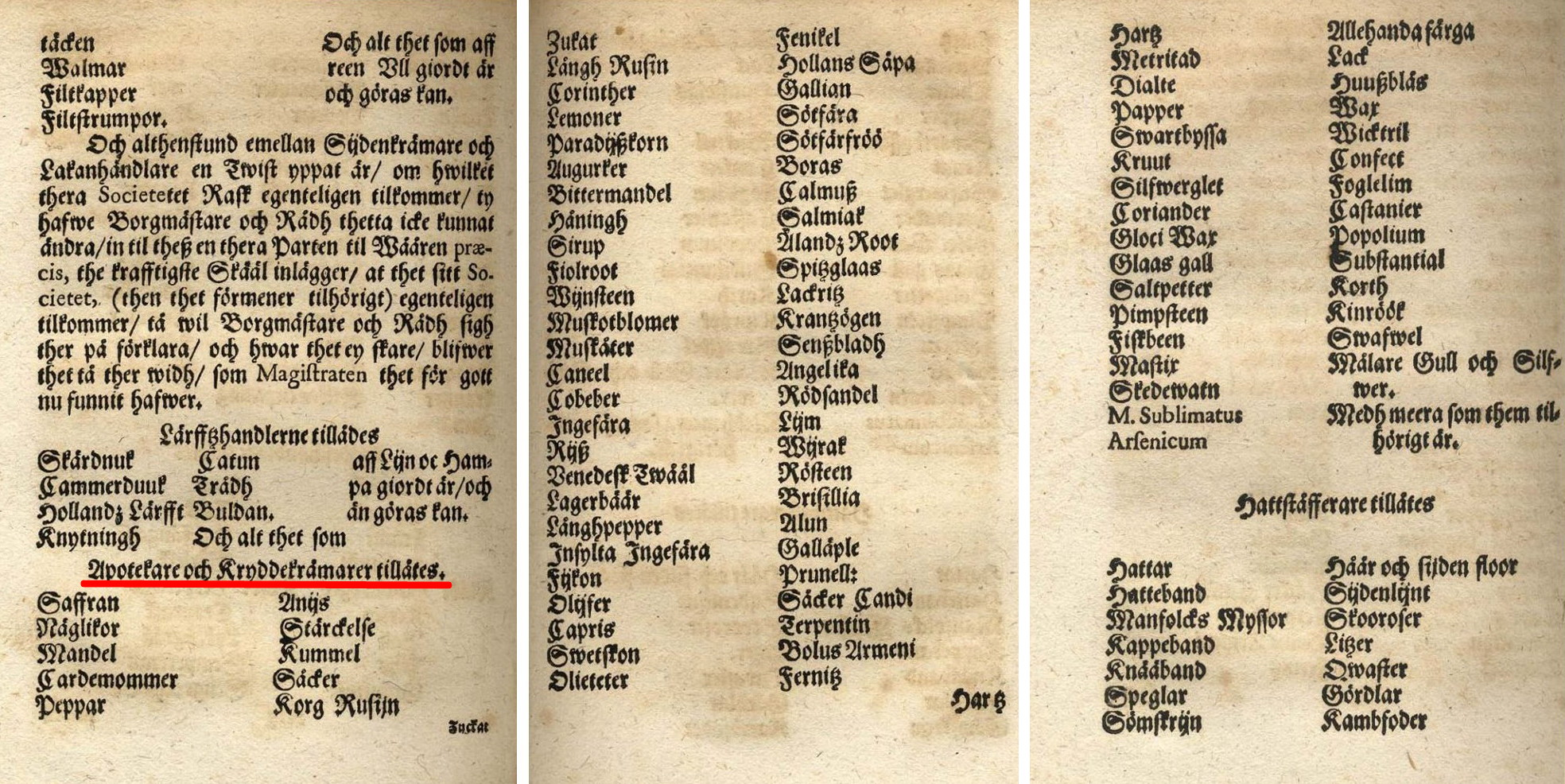
"Borghmästare och Rådhz Stadga öfwer Köphandelen uthi Stockholm 1641" med anvisningar vad apotek fick saluföra.

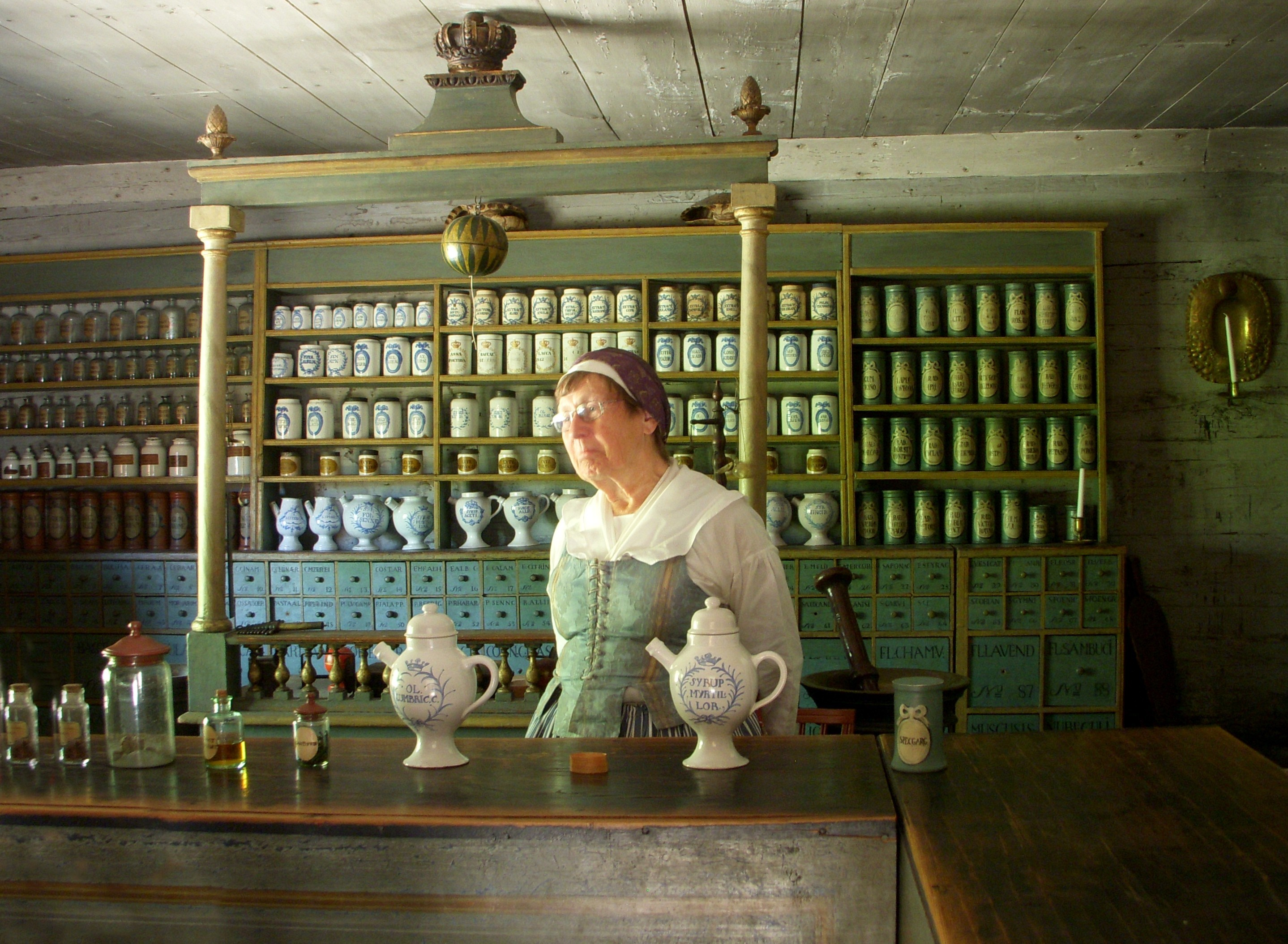
Officin på Skansens apotek, juli 2010.

År 1635 fick Stockholms apotekare ensamrätt att sälja en lång rad produkter som allmänheten bara kunde köpa på apotek, bland annat kryddor som kunde anses ha medicinsk effekt, oljor för medicinskt bruk, kryddat vin och sprit. Det var noggrant reglerat vad som fick säljas i ett apotek. Exempel härför från 1641 gällande apoteken i Stockholm finns stadgade i Borghmästare och Rådhz Stadga öfwer Köphandelen uthi Stockholm, där ett 90-tal produkter upptogs, som apotekare och kryddkrämare fick saluföra.
År 1686 utkom Pharmacopoeja Holmensis (Stockholms Farmakopén), där listades ungefär 800 preparat som skulle tillhandahållas i ett välsorterat, svenskt apotek. De flesta läkemedel bestod av mineraler och medicinalväxter. De senare importerades eller odlades av apotekaren själv. Bland kända medicinalväxtodlingar kan nämnas trädgården vid Wirwachs malmgård som drevs av apotekaren Johan Michael Wirwach (ägare till apoteket Enhörningen), eller apotekarsläkten Molitor (ägare till apoteket Engelen) som förmodligen hade sin medicinalväxtträdgård i anslutning till Molitors malmgård intill Årstaviken. Men det fanns även mycket besynnerliga mediciner som framställdes av exempelvis fett från människor och markattor eller av exkrementer från människa, häst, varg och påfågel.
Läkemedel kunde tillverkas av grodor, svalungar, stötta diamanter, lejonets hjärta samt horn och tand av noshörning. Först när Carl von Linné reviderade Pharmacopoeja Holmensis försvann avföring som läkemedel, men mumier (äkta eller förfalskade) användes in på 1800-talet. Ett kostbart pestläkemedel kallades "det gyllene ägget", som bara välbärgade patienter hade råd att skaffa. Det bestod av ett hönsägg vars gula rördes ihop med en mängd olika örter, knådades med sirap till ett ägg som förgylldes. Någon läkande effekt fanns dock inte.
På Stockholms historiska apotek såldes inte bara läkemedel utan apotekaren var även en sorts sockerbagare som tillverkade bakverk, konfekt, sötsaker och preparerade viner. En av dem var apotekaren Philip Magnus Schmidt (1596-1652) som i sitt apotek Lejonet vid Stortorget importerade dyrbara råvaror till konfekt som han sedan levererade till hovet och förmögna kunder. Inte alltid fick han betalt, så var drottning Kristina ännu flera år efter abdikeringen honom skyldig 12 000 riksdaler kopparmynt för diverse läkemedel och sötsaker.
Skansens apotek (Kronan) ger ett intryck av hur ett apotek kunde se ut på 1700-talet. Mitt på golvet står recepturen, ett arbetsbord med lådor och hyllor samt en överbyggnad från vilken det hänger handvågar och andra mindre redskap. Här sker den slutliga tillredningen av medicinen. Det förberedande arbetet med tillredning av droger, tinkturer, salvor, pulver och piller utfördes i laboratoriet och materialkammaren. När piller tillverkades, måste först det verksamma ämnet i medicinen stötas i mortel och blandas med lämplig vätska. Sedan knådades massan till stänger som skars av med pillerkammar. Apotekets inredning kommer i huvudsak från Drottningholms slotts gamla apotek från 1794 samt kemisten Carl Wilhelm Scheeles apotek i Köping.
Långt in på 1900-talet tillverkades många läkemedel av apoteket självt. Utöver själva försäljningslokalen med officin och kontor var apoteken utrustade med laboratorier, analysrum, preparatrum, drogrum, materialkammare, diskrum och liknande.

## Stockholms apotekare

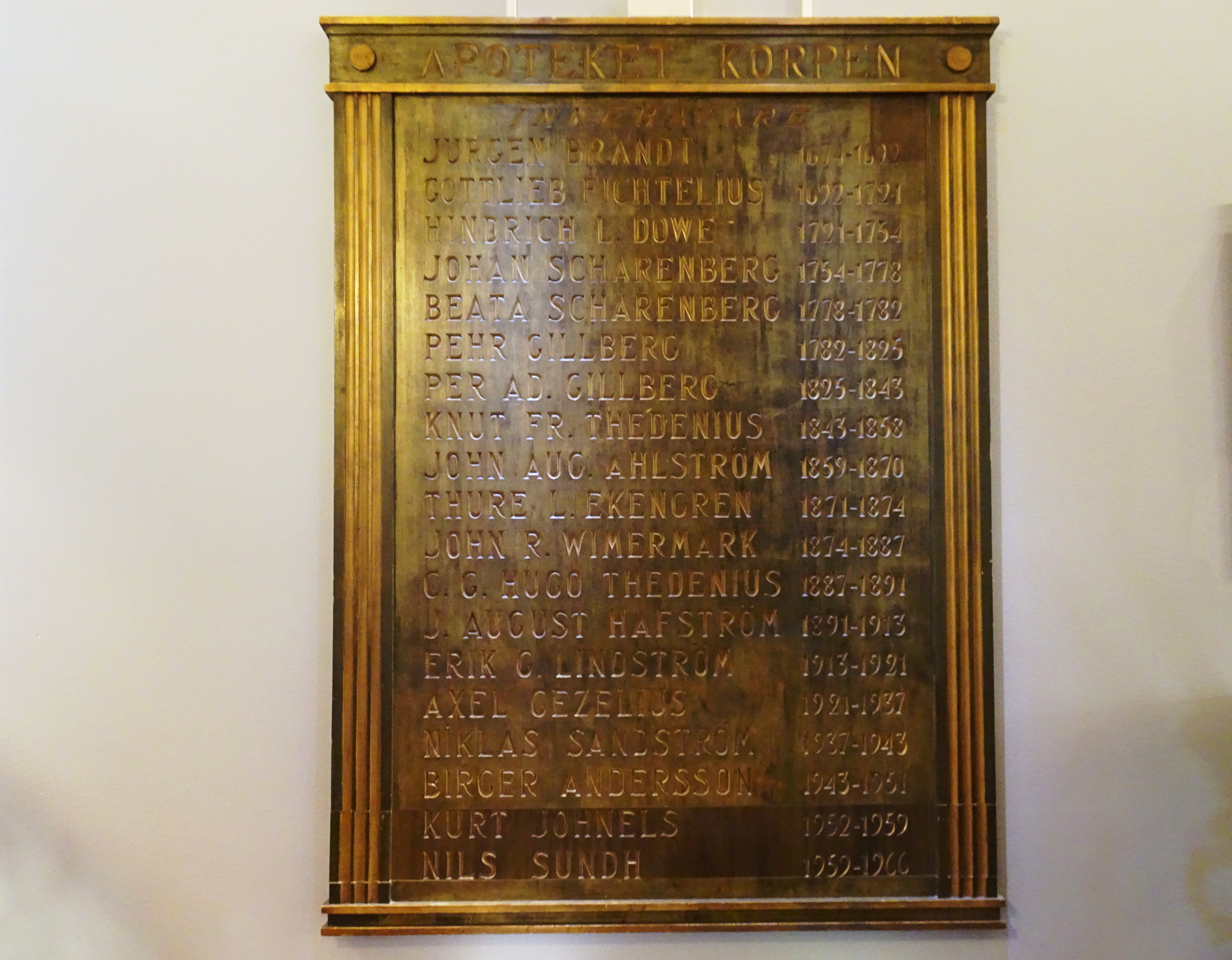
Apoteket Korpens ägarlängd 1674-1966.

De flesta tidiga apotekare i Stockholm och Sverige var invandrare från Tyskland och hade där erhållit en för tiden bred medicinsk utbildning. Ofta blev de ”värvade” av kungahuset och fick även fungera som kungahusets läkare. En känd apotekarsläkt var Samuel Ziervogel d.ä. och hans ättlingar. Samuel Ziervogel kom från Sachsen-Anhalt till Stockholm på begäran av änkedrottningen Maria Eleonora för att bli hennes hovapotekare och övertog 1656 genom giftermål Apoteket Svanen vid Svartmangatan 18. Namnet Ziervogel var i över 100 år knutet till apoteket Svanen.
Anders Månsson Biewer (eller Bieber) var den förste svenskfödde apotekaren som fick tillstånd att öppna ett apotek i Stockholm. År 1649 erhöll han apoteksprivilegium av drottning Kristina att få inrätta ett apotek med namnet ”Engelen” i Stadsholmens södra del.
Det var vanligt att apoteken såldes eller drevs vidare av familjemedlemmar eller ingifta apotekare efter apotekarens död. Här kan nämnas apoteket Markattan som 1646 såldes till Georg Christian Daurer (1618-1664). Han kom från Prag och bosatte sig 1641 i Stockholm. Efter Georg Christian Daurers död drevs apoteket vidare av dennes änka, Maria Dauerer, som därmed kom att bli Sveriges första kvinnliga apotekare. Sedan övertogs rörelsen 1682 av hennes svärson Jakob Leonard Allmacher (1652–1724). Han kom från Tyskland och flyttade till Stockholm 1680.
Bland kända apotekare som har verkat i Stockholm kan nämnas (alfabetisk ordning):

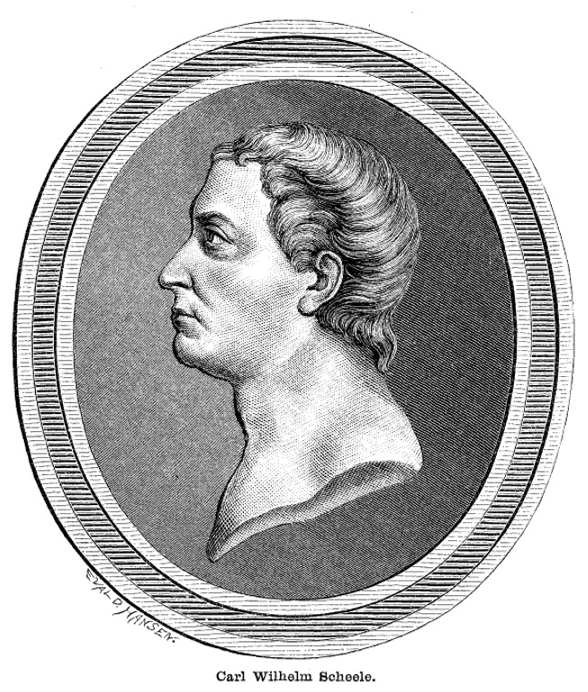
Carl Wilhelm Scheele flyttade till Stockholm 1768.

- Gustaf Bergh, verksam på apoteket Stenbocken
- Anders Månsson Biewer, grundade apoteket Engelen och var den förste svenskfödde apotekaren
- Anthonius Busenius, öppnade 1575 Stockholms första offentliga apotek, som kallades Slottsapotek
- Maria Dauerer, Sveriges första kvinnliga apotekare, ledde apoteket Markattan
- Gustaf Felix Grönfeldt, verksam på apoteket Elgen och grundare av läkemedelsföretaget Pharmacia
- Ingemar Kerfstedt, grundade apoteket Storken
- Casper König, adlad Lilliecrona, ledde Slottsapoteket under Karl IX och Gustaf II Adolf
- August Lehman, ledde apoteket Ugglan
- Christopher Molitor den äldste, ägare av apoteket Engelen som leddes i tre generationer Molitor
- Gottfrid Nygren, delägare i apoteket Nordstjernan och verkställande direktör för De Förenade Kolsyrefabrikernas AB samt Nordstjernans mineralvattenfabrik
- Carl Johan Fredrik Plagemann, grundare av apoteket Nordstjernan
- Jacob de Rees, verksam på apoteket Markattan
- Adolf Rising, verksam på apoteket S:t Erik och grundare av läkemedelsföretaget Astra
- Carl Wilhelm Scheele, verksam på apoteket Korpen, har apoteket C.W. Scheele uppkallat efter sig
- Carl Schimmelpfennig, verksam på apoteket Mården
- Philip Magnus Schmidt, drev Slottsapoteket efter Anthonius Busenius
- Knut Fredrik Thedenius, verksam på apoteket Korpen
- Lucas Ustal (mäster Lucas), verksam på Slottsapoteket och den ende under Gustaf Vasa förekommande apotekare
- Johan Konrad Warmholtz, verksam på apoteket Markattan
- Samuel Ziervogel d.ä., verksam på apoteket Svanen och anfader till en stor apotekarsläkt

## Apoteksnamn och skyltar

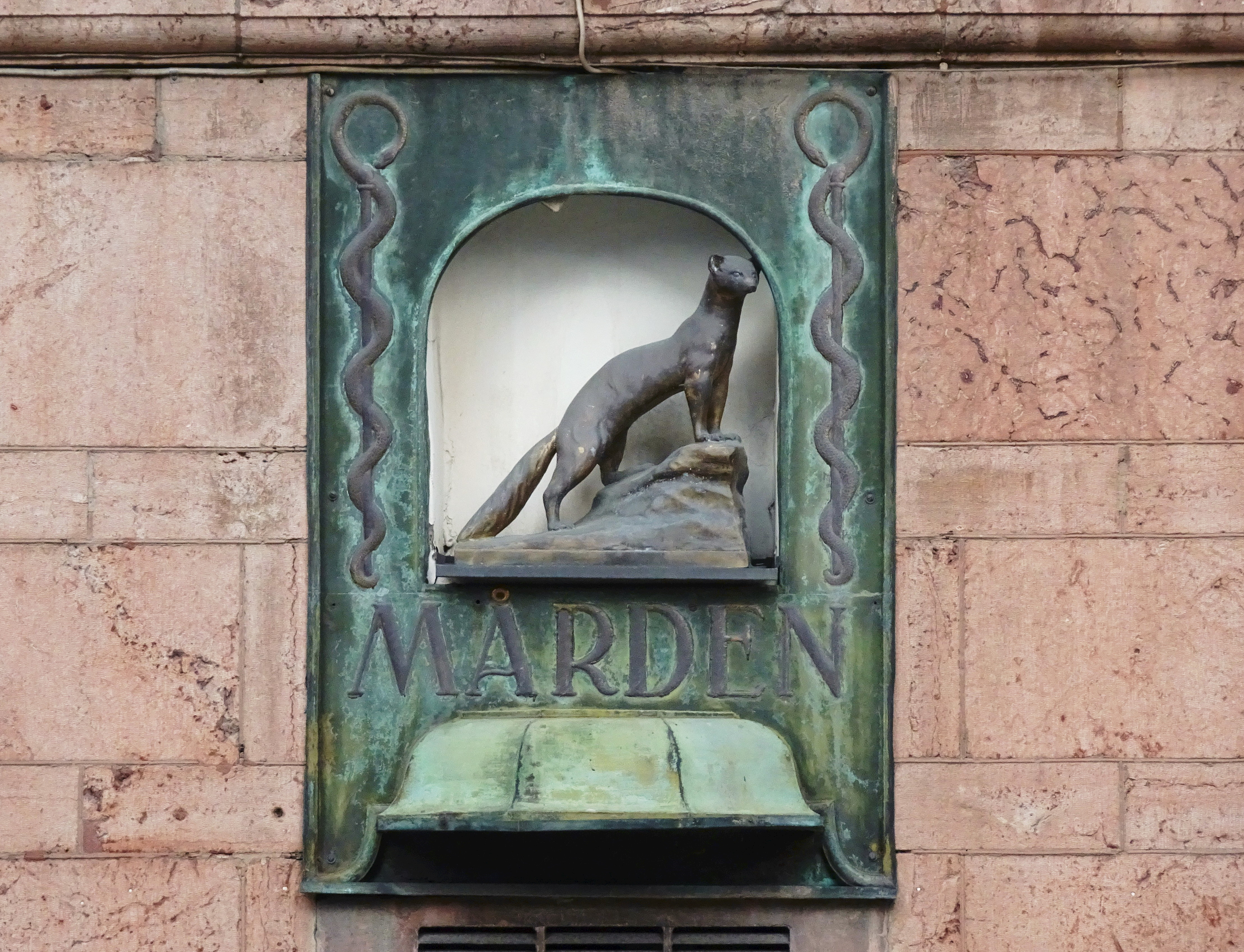
Emblem för apoteket Mården med en mård och eskulapstaven på båda sidor.

I regel föreskrevs apotekens namn av medicinalstyrelsen. Man valde gärna djurnamn som lejon, svan, hjort och örn, vilka förknippades med religiös, kristen symbolik. En annan bakgrund till djurnamnen var att man förr använde en hel del djurprodukter i apotekens läkemedel, exempelvis elfenben, äggskal från struts, påfågelsträck, enhörningshorn (som i själva verket var narvalens spiralvridna huggtand) eller fett och hjärta från markattor. Det senare gav upphov till det ovanliga namnet för apoteket Markattan.
Apotekens skyltar eller emblem var viktiga och ofta förgyllda och påkostade. Apotekens namn återskapades i skylten som en skulptur, exempelvis Korpen, Markattan, Engelen, Elefanten, Elgen, Mården, Draken, Kronan eller S:t Erik. Därtill fogades något typiskt som påminner om apotek, exempelvis en mortel, en skål eller eskulapstaven med ormen.
Några skyltar skapades av kända konstnärer. Till exempel tillverkades apoteket Kronans emblem, som består av två lejon med Karl XII krönta spegelmonogram i mitten, förmodligen av bildhuggaren Burchard Precht, och den förgyllda älgen på apoteket Älgen av Carl Fagerberg. Apoteket Morianens emblem hade skissats av gravören Jean Eric Rehn. Gripenskulpturen med eskulapstaven i höger framtass, apoteket Gripens emblem, skapades av ornamentbildhuggaren Pehr Ljung och draken i sten över apoteket Drakens gamla entré av arkitekt Olof Jonson.
Än idag, efter apotekens avflyttning, sitter många av dessa emblem kvar på sina ursprungliga platser, där de en gång i tiden smyckade entrén och skyltade för apoteket. Några nya nyttjare av den gamla apotekslokalen har även tagit över det gamla apoteksnamnet exempelvis efter Apoteket Fenix som låg vid Götgatan 40 och inhyser numera Starbucks Fenix eller Restaurang Engelen efter Apoteket Engelen vid Kornhamnstorg.

## Stockholms historiska apotek, kronologi

### 1500- och 1600-talen

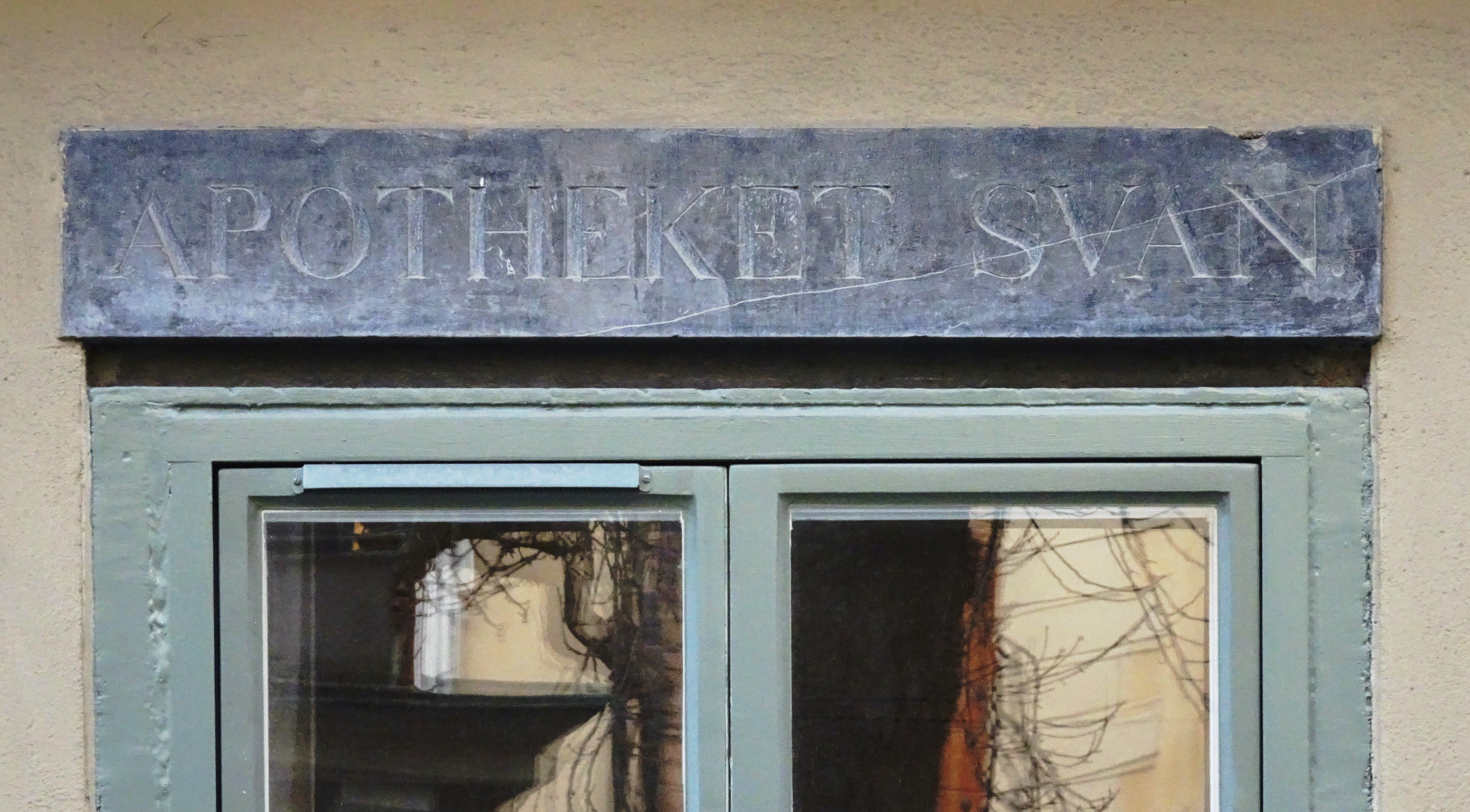
Svanens originalskylt från 1600-talet vid Svartmangatan 18.

Innan det första offentliga apoteket i Stockholm och Sverige öppnade 1575, fanns sedan 1552 ett apotek i Kungliga slottet som dock inte var tillgängligt för allmänheten. Slottsapoteket leddes av Lucas Ustal (kallad ”mästare Lucas”) som hade utnämnts av Gustaf Vasa till hovapotekare. Han skulle för hovets räkning förvalta och sköta kungens medicinförråd. Så vitt känt var detta slottsapotek den första apoteksinrättningen i Sverige.
Den 21 mars 1575 fick apotekaren Anthonius Busenius tillstånd av kung Johan III att hålla ett ”öppet apotek i staden”. Där fick han sälja de medikament till offentligheten, som kungahuset inte behövde. Busenius inrättade då ett apotek, kallat ”Slottsapotek” i kvarteret Aesculapius vid Stortorget i Gamla stan. Men detta första offentliga apotek flyttades tydligen ganska snart tillbaka till slottet, där det omnämns i litteraturen under de påföljande 50 åren.
Det första mer bestående apoteket i Stockholm var Lejonet som existerade mellan 1625 och 2013. Lejonet flyttades ett flertal gånger bland annat till Gustaf Adolfs torg, Norrmalmstorg och Sidenhuset vid Hamngatan. Sista adressen var på Hamngatan 31 i Sparbankshuset. Ett annat mycket tidigt apotek var Markattan (efter 1892 hette det Leoparden) som öppnade på 1640-talet vid Stora Nygatan och idag återfinns på Sveavägen 43, där det är en filial till apotekskedjan Kronans Droghandel.
Under 1600-talet etablerades i Sverige 27 apotek därav nio i Stockholm. Kronan, Korpen, Svanen, Engelen och Markattan låg i Staden, Lejonet, Morianen och Björnen på Norrmalm och Enhörningen på Södermalm. Apoteket Enhörningen inrättades 1692 och var tillsammans med Vita Björnen det sista apotek som anlades på 1600-talet. Enhörningen som självständigt apotek var kvar till 1 mars 1976; den sista adressen var Hornsgatan 29 A.

### 1700- och 1800-talen

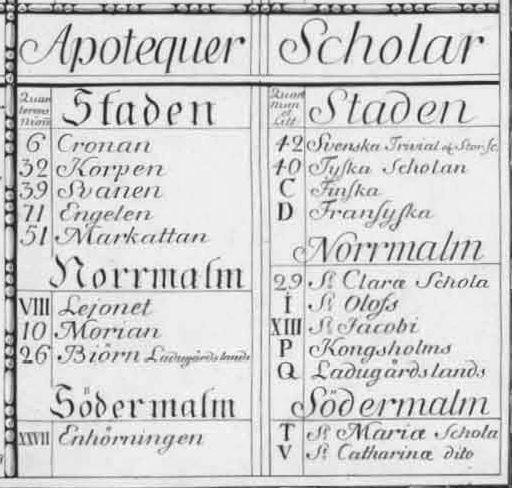
Petrus Tillaeus förteckning över apotek och skolor i Stockholm, 1733.

I samband med pestepidemin som drabbade Stockholm och Sverige en sista gång 1710–1713 hörde Hvita Björnen, tillsammans med apoteken Enhörningen, Lejonet och Korpen till stadens så kallade pestapotek. Dessa stod för försäljning av medicin till pestsjuka. Men apotekens medicin mot pesten var utan läkande effekt och enbart i Stockholm omkom omkring 20 000 personer mellan 1710 och 1713, vilket motsvarade ungefär 30 procent av stadens totala befolkning.
Antalet apotek i huvudstaden i början av 1700-talet var detsamma som i slutet av 1600-talet, vilket framgår av Petrus Tillaeus Stockholmskarta från 1733. På Tillaeus förteckning över stadens fem apotek anges deras läge med hjälp av kvartersnummer. Nummer 6 (Cronan) ligger i kvarteret Aglaurus, nummer 32 (Korpen) i kvarteret Aesculapius, nummer 39 (Svanen) i kvarteret Cygnus, nummer 71 (Engelen) i kvarteret Narcissus och nummer 51 (Markattan) i kvarteret Thisbe.
Först 1760 öppnade tre nya apotek: apoteket Ugglan på Norrmalm, apoteket Hjorten på Kungsholmen och apoteket Gripen på Södermalm. Av dessa finns bara Ugglan kvar på Drottninggatan 59 där det har legat allt sedan 1798. Ugglan är därmed Stockholms och Sveriges enda apotek som har funnits på samma plats i över 210 år.
På 1800-talet tillkom ytterligare åtta apotek, bland dem apoteket Nordstjernan (1817) som var Sveriges enda instruktionsapotek (undervisningsapotek). Landets första läkemedelsbolag Vitrum har sitt ursprung i Nordstjernans verksamhet, liksom Nordstjernans mineralvattenfabrik som var konkurrent till Apotekarnes Mineralvatten AB. Bland andra apotek som öppnade under 1800-talet kan nämnas apoteket Fenix (1824) på Södermalm, apoteket Vasen (1883) på Södra Djurgården, apoteket Elefanten (1884) och apoteket Storken (1898) båda på Östermalm. Storken har kvar sin originalinredning från 1899 gestaltad i nyrenässans och nygotik och utförd i ebenholts, jakaranda och rosenträ.

### 1900-talets första hälft

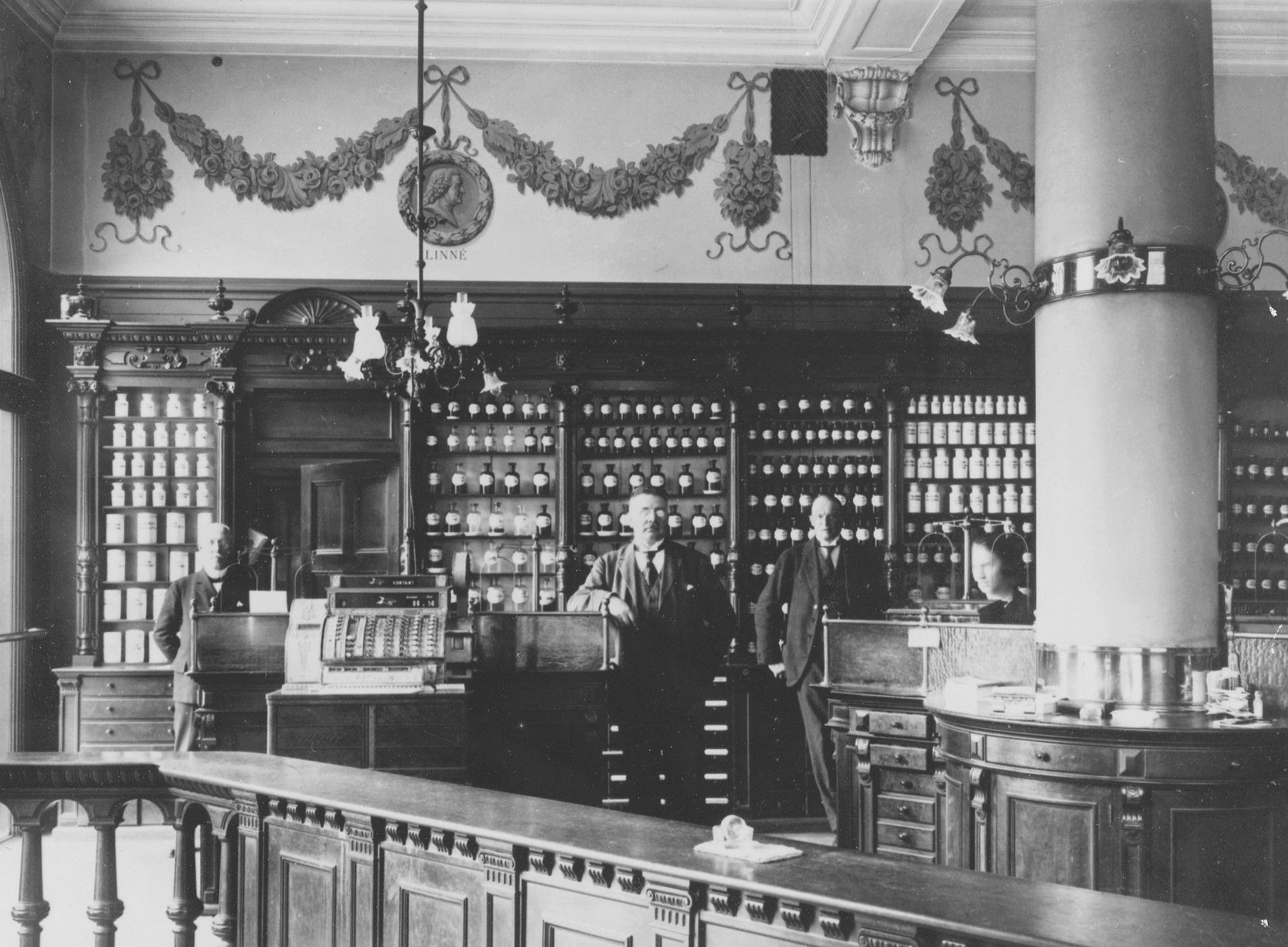
Apoteket Enhörningens interiör 1926.

Under 1900-talets första hälft ökade antalet apotek i Stockholm från 20 till 56, samtidigt ökade invånarantalet från 315 000 till 746 000. Exempel på några intressanta historiska apotek från den perioden innefattar apoteket Elgen (1902) på Östermalm. Det var på Elgen som läkemedelsföretaget Pharmacia började sin verksamhet hösten 1911. På 1990-talet flyttades apoteket till sin nuvarande plats på Drottning Kristinas väg 1, där det i dag är en filial till Apoteksgruppen.
Apoteket S:t Erik invigdes 1903 på Kungsholmen, apoteket Mården (1906) på Norrmalm, apoteket Stenbocken (1910) i Vasastan och apoteket C.W. Scheele (1928) på Norrmalm. C.W. Scheele ligger idag på Klarabergsgatan 64 och är Sveriges nationella apotek, vilket bland annat innebär att apoteket håller öppet dygnet runt och lagerhåller ovanliga läkemedel. Apoteket Draken öppnades 1929 i Vasastan och apoteket Påfågeln 1930 på Kungsholmen. I januari 2010, efter avregleringen av apoteksmonopolet, blev Påfågeln det första privatägda apoteket i Sverige. Då satte apotekskedjan Medstop upp sina egna skyltar.

## Kulturhistorisk betydelse
Vid en inventering gjord av Riksantikvarieämbetet och Statens historiska museer 1980 bedömdes sju stockholmsapotek vara kulturhistoriskt intressanta, och då speciellt deras ursprungliga officininredningar. Man konstaterade att helt kompletta apotek med officininredningar, laboratorier och liknande från tiden före 1945 inte fanns bevarade. Inventeringsgruppen var även överens om att intresset borde riktas mot apotek som representerade skilda tidsperioder och miljöer och att några utvalda apotek skulle bevaras med sina unika inredningar som ”levande och fungerande institutioner”.
Bland de apotek som enligt inventeringen borde skyddas som byggnadsminnen eller ges motsvarande skydd, inkluderades Draken, Korpen, Leoparden, Stenbocken, Storken, Svanen och Ugglan. Kort efter inventeringen stängde eller flyttade flera skyddsvärda apotek, inredningen togs ner och magasinerades av Apotekarsocieteten. Från listan är idag (2016) bara Korpen, Storken och Ugglan kvar på marknaden.
I samband med avregleringen av apoteksverksamheten i Sverige år 2009 ansåg regeringen att de kulturhistoriskt intressanta apoteken som fortfarande var i drift inte skulle privatiseras utan förbli inom det av staten ägda Apoteket. I en överenskommelse med Farmacihistoriska Sällskapet utvaldes fyra apotek, som betraktades som särskilt kulturhistoriskt intressanta: apoteket Lejonet i Malmö, apoteket Svanen i Lund, apoteket Korpen och apoteket Storken, båda i Stockholm. Dessutom ansågs ytterligare tre ha kulturhistoriskt intresse: Ugglan i Stockholm, Kronan i Skara och Örnen i Vadstena.

## Kvartersnamn med anknytning till apotek
Det finns några kvarter i Stockholm som har viss anknytning till stadens historiska apoteksverksamhet.
Kvarteret Aesculapius

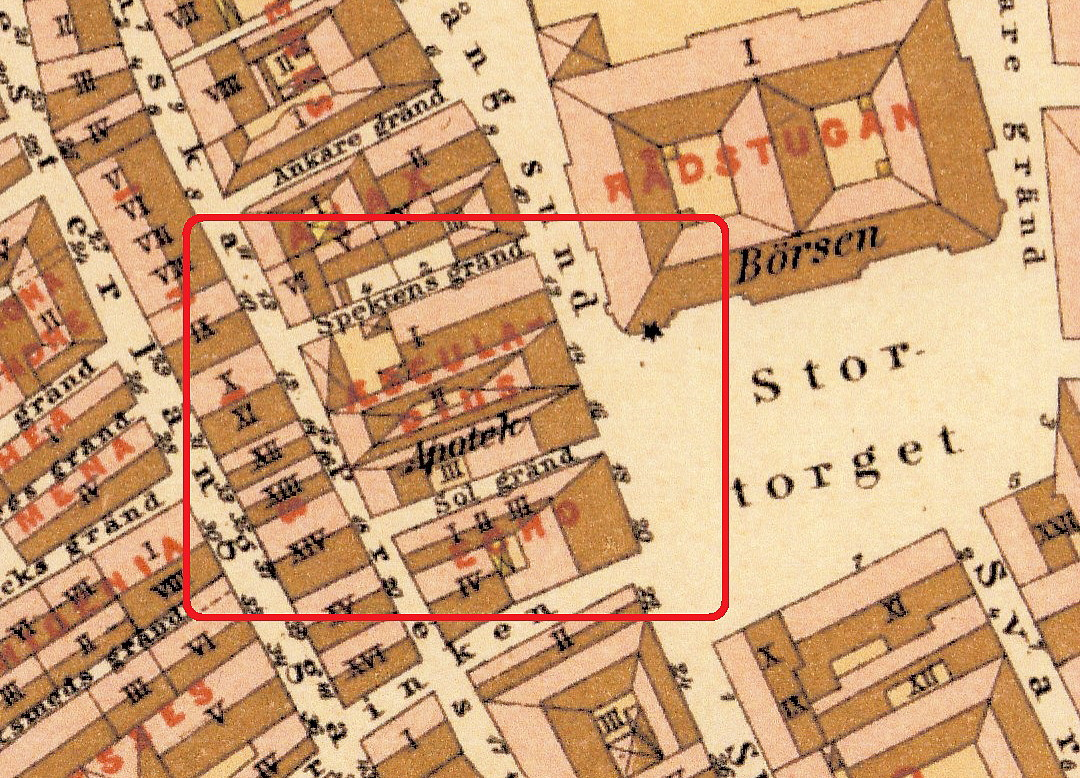
A.R. Lundgrens karta med apoteket Korpen i kvarteret Aesculapius 1885.

Kvarteret ligger vid Stortorget i Gamla stan och det var här Slottsapoteket och senare apoteket Korpen hade sina lokaler, långt innan kvartersnamnet bildades. Kvartersnamnet Aesculapius anknöt till den hälsobringande verksamheten i kvarteret. Aesculapius var romarnas namn för Asklepios som var läkekonstens gud inom den grekiska mytologin. En försvenskad form är eskulap och eskulapstaven är en av apotekens och läkekonsten symboler.
Kvarteret Apotekaren
Kvarteret ligger i Vasastaden och är redovisat 1733 som XLVI – Apotecaren på Petrus Tillaeus karta från 1733. Här fanns två väderkvarnar, Waros och Jan Erss, men inget apotek. Möjligtvis var en apotekare bosatt i området, men det har ej med säkerhet kunnat bekräftas. Enligt Tillaeus låg vid den tiden fem apotek i Gamla stan, två på Södermalm och tre på Norrmalm men inget så långt utanför staden.
Kvarteret Cygnus
Kvarteret ligger norr om Tyska brunnsplan i Gamla stan. Cygnus är det latinska namnet för svan eller stjärnbilden Svanen. Namnvalet har förmodligen att göra med apoteket Svanen, som låg i kvarterets södra del mellan 1650-talet och 1780-talet, innan det fick en ny plats rakt över gatan på Svartmangatan 18.
Kvarteret Provisorn
Provisorn är grannkvarteret öster om Apotekaren och är betydligt yngre. På Tillaeus tid gick här en vinterväg över Träsket, varför ett äldre namn var kvarteret Vintervägen. En provisor var en examinerad apotekare som tjänstgjorde på någon annans apotek. Här finns sambandet mellan båda kvarteren.